# Steatoda variipes
Steatoda variipes är en spindelart som först beskrevs av Eugen von Keyserling 1884.  Steatoda variipes ingår i släktet vaxspindlar, och familjen klotspindlar.
Artens utbredningsområde är Peru. Inga underarter finns listade i Catalogue of Life.